# Тур (притока Прип'яті)
Тур, Тура — річка в Білорусі, у Мозирському районі Гомельської області. Права притока Прип'яті, (басейн Прип'яті).

## Опис
Довжина річки 23 км, похил річки 1,5  м/км, площа басейну водозбору  221 км². Формується багатьма безіменними струмками, загатами та частково каналізована.

## Розташування
Бере початок на південно-західній стороні від Свириновки. Спочатку тече переважно на північний захід через Васьківку, у Черемошні повертає на північний схід, тече через Щекотову, Пруток, Мерабель і між селами Загаріни та Лучежевичі впадає у річку Прип'ять, праву притоку Дніпра.
Населені пункти вздовж берегової смуги: Рудня, Борисковичи, Рудька.

## Цікавий факт
- Поруч з витоком річки проходить автошлях Р36 (республіканська дорга Білорусі, Мозир — Лельчиці — Милашевичи — Глушковичи).